# Bardstown
La ville de Bardstown est le siège du comté de Nelson, dans l’État du Kentucky, aux États-Unis. Sa population s’élevait à 11 700 habitants lors du recensement de 2010, estimée à 13 227 habitants en 2016.

## Architecture
Basilique Saint-Joseph, inscrite au Registre national des lieux historiques, style néoclassique (1816-1819).

## Source
- (en) Cet article est partiellement ou en totalité issu de l’article de Wikipédia en anglais intitulé « Bardstown, Kentucky » (voir la liste des auteurs).